# Joe Calzaghe
Joe Calzaghe (født 23. marts 1972) er en tidligere walisisk bokser med tilnavnet "The Pride of Wales", der efter sin sejr over danske Mikkel Kessler 3. november 2007 blev indehaver af VM-titlen i super-mellemvægt hos alle tre betydende bokseforbund (WBA, WBC og WBO). Han vandt sin WBO-titel den 11. oktober 1997. Calzaghe trak sig ubesejret tilbage efter sin sidste kamp den 8. november 2008 mod Roy Jones Jr.
Calzaghe boksede omkring 120 kampe som dreng og ung, inden han i 1993 blev professionel. Han viste hurtigt sit store talent og vandt alle sine første kampe, enten i første eller anden runde, og han blev derfor kåret som årets unge bokser i 1995. I 1997 måtte VM-indehaveren i supermellemvægt opgive at forsvare sin WBO-titel, og Calzaghe fik muligheden for at vinde titlen i en kamp mod den britiske bokselegende Chris Eubank. Calzaghe vakte opsigt ved at få Eubank i gulvet i første omgang og i øvrigt vinde en klar pointsejr. Senere er det blevet til en stribe succesrige titelforsvar, senest med sejren over Kessler.
I 2006 fik han muligheden for en kamp om VM-titlen i IBF-regi. Også denne vandt Calzaghe med så stor overlegenhed, at han omsider opnåede bred anerkendelse på verdensplan. Han forsvarede denne titel en enkelt gang, men blev i foråret 2007 tvunget til at vælge mellem at forsvare WBO- og IBF-titlen, og her valgte han WBO-titlen med det resultat, at han måtte opgive IBF-titlen.
Senere på foråret 2007 blev matchen mod Mikkel Kessler aftalt, i første omgang til afholdelse i København. Stedet blev dog senere ændret til Calzaghes hjemmebane i Cardiff, hvor Calzaghe vandt med dommerstemmerne (117-111, 116-112, 116-112). Dermed vandt han sin 21. sejr som WBO-verdensmester og modtog ydermere titlerne hos WBA og WBC, som Kessler havde sat på spil.
19. april 2008 slog Joe Calzaghe Bernard Hopkins i Las Vegas. Den første kamp efter Joe Calzaghe var rykket op i letsværvægt.Calzaghe vandt med dommerstemmerne 2-1, selvom han havde været i gulvet i 1. omgang.